# Two Steps from Hell
Two Steps From Hell (рус. В двух шагах от ада) — американская компания звукозаписи, основанная 14 февраля 2006 года композиторами Ником Фениксом и Томасом Бергерсеном. Компания специализируется на музыкальном продакшене.
Two Steps From Hell быстро стал одним из наиболее успешных лейблов звукозаписи для кинофильмов и видеоигр. Музыка компании использовалась во многих рекламных трейлерах и тизерах высокобюджетных голливудских фильмов, таких как «2012», «Беовульф», «Гарри Поттер и Орден Феникса», «Человек-паук 3: Враг в отражении», «Звёздный путь», «Сумерки» и других.
В 2024 году было объявлено, что Бергерсен и Феникс расходятся, и группа Two Steps from Hell прекращает своё существование.

## Дискография
- Two Steps From Hell: Volume 1 (2006)
- Shadows and Nightmares (2006)
- Dynasty (2007)
- All Drums Go To Hell (2007)
- Pathogen (2007)
- Nemesis (2007)[3]
- Dreams & Imaginations (2007)
- Legend (2008)
- Ashes (2008)
- The Devil Wears Nada (2009)
- All Drones Go To Hell (2010)
- Power of Darkness (2010)
- Invincible (2010)
- Illumina (2010)
- Public Album: Nemesis 2 (2010)[4]
- Public Album: Genesis (2010)
- Illusions (2011) [Thomas Bergersen]
- Archangel (2011)
- Faction (2011)
- Nero (2011)
- Balls To The Wall (2011)
- Sinners (2011)
- Two Steps From Heaven (2012)[5]
- Burn (2012)
- Halloween (2012)
- Demon’s Dance (2012)
- SkyWorld (2012)[6]
- Burn (2012)
- Solaris (2013)
- Classics Volume One (2013)
- Speed of Sound (2013)
- Cyanide (2013)
- Orion (2013)
- Crime Lab (2013)
- Speed of Sound (2013) [Nick Phoenix]
- Open Conspiracy (2014)
- Quarantine (2014)
- Miracles (2014)
- Amaria (2014)
- Too Big To Fail (2014)
- Colin Frake on Fire Mountain (2014)
- Sun (2014) [Thomas Bergersen]
- Classics Volume Two (2015)
- Empire (2015)
- Battlecry (2015)
- Stronger Faster Braver (2015)
- Vanquish (2016)
- Hammerfist (2017)
- Unleashed (2017)
- Heaven Anthology (2017)
- American Dreams (2018) [Thomas Bergersen]
- Dragon (2019)
- Seven (2019) [Thomas Bergersen]
- Landscapes (2020)  [Thomas Bergersen]
- Mind Tracer (2020) [Nick Phoenix & Hitesh Ceon]
- Neon Nights (2020)

Кроме музыки к трейлерам кинофильмов, работу Two Steps From Hell можно услышать и в трейлерах к компьютерным играм. В частности, композиция «Heart of Courage» используется в стартовом трейлере игры Mass Effect 2. Также композиции «Protectors of the Earth», «After the Fall», «Armada», «Black Blade» и «Strength of a Thousand Men» использовались в трейлерах продолжения — Mass Effect 3. Композиции Archangel и Strength Of A Thousand Men звучали в победном выступлении российских синхронисток на олимпийских играх в Рио-де-Жанейро.